# Spangsberg Chokolade
Spangsberg Chokolade A/S er en dansk konfekturevirksomhed. De producerer forskelligt konfekture, hvilket omfatter flødeboller, bolsjer, vingummi, osv. De har to kendte varemærker: Spangsberg Flødeboller og Nørregade Bolscher. Virksomheden blev etableret under navnet Viking Chokolade A/S i 2002, hvor Michael Spangsberg startede en chokoladefabrik i Taastrup. Spangsberg grundlagt BonBon-slik i 1985 og solgte det til Toms i 2001. I begyndelsen blev der især produceret dessertchokolade og marcipanbrød.